# Муллер, Франк
Франк Муллер (англ. Frank Muller, 10 сентября 1862, штат Виргиния — 19 апреля 1917) — американский астроном.

## Из биографии
С 1885 года Франк Муллер работал в обсерватории имени Леандера Маккормика университета Вирджинии. Был ассистентом Ормонда Стоуна и Фрэнка Ливенворта. Открыл 83 объекта Нового общего каталога и 13 объектов Индексного каталога.